# Plectorhinchus gaterinus
Plectorhinchus gaterinus és una espècie de peix de la família dels hemúlids i de l'ordre dels perciformes que es troba des del Mar Roig fins a KwaZulu-Natal (Sud-àfrica), Maurici, Madagascar i Comores.
Els mascles poden assolir els 50 cm de longitud total.